# کوچه (فیلم کوتاه)
فیلم کوتاه کوچه به کارگردانی محمدرضا مصباح ، تهیه کنندگی امیرحسین مهر و نویسندگی بهمن و بهرام ارک و با بازی گلاب آدینه، نورا هاشمی، رضا کبرپور، و آذین پورزند، برنده تندیس بهترین فیلم از نگاه تماشاگران سی وششمین جشنواره فیلم کوتاه تهران و نامزد دریافت سیمرغ بلورین بهترین فیلم کوتاه از سی و هشتمین جشنواره فیلم فجر است.